# Linus Tholse
Linus Hans Tholse, född 27 april 1989 i Nyköping i Sverige, är en svensk volleybollsspelare.
Linus Tholse startede med volleyboll i Nyköpings Frisksportklubb och flyttade sedan till Södertelge VBK och sedermera till volleybollgymnasiet vid Ållebergsgymnasiet i Falköping där han gick 2005–2008, men där han först kom in på reservplats efter ett avhopp. Han var under den tiden med och vann ett USM och spelade i U-landslaget 2006. Han spelade över 35 ungdoms- och juniorlandslagsmatcher. Han blev svensk mästare med sitt lag Falkenbergs VBK i sin första säsong i Elitserien 2008/2009 och året efter blev ett SM-silver.
Säsongen 2010/2011 spelade han for Aquacare Halen i belgiska ligan. Han var inför säsongen 2011/2012 på väg hem till Falkenberg igen. Kontraktet var påskrivet, men det fanns en proffsklausul med i kontraktet som blev aktuell när italienska Serie A1 klubben L'Umbria Volley San Giustino hörde av sig. Han spelade där, men återvände för säsongen 2012/2013 till Falkenberg. Två år senarebar det ut igen, nu till Caruur Volley Gent i Belgien, där han spelade 2014/2015. Efter året i Gent spelade han två säsonger i Södertelge VBK. Senare har han spelat för Sollentuna VK.. Linus har spelat 35 matcher med det svenska landslaget.
Linus Tholse är son till Lena Tholse och volleybollsspelaren Peter Tholse.